# FATE1
FATE1 (англ. Fetal and adult testis expressed 1) – білок, який кодується однойменним геном, розташованим у людей на X-хромосомі. Довжина поліпептидного ланцюга білка становить 183 амінокислот, а молекулярна маса — 20 712.
| 10         |  | 20         |  | 30         |  | 40         |  | 50         |
| ---------- |  | ---------- |  | ---------- |  | ---------- |  | ---------- |
| MAGGPPNTKA |  | EMEMSLAEEL |  | NHGRQGENQE |  | HLVIAEMMEL |  | GSRSRGASQK |
| KQKLEQKAAG |  | SASAKRVWNM |  | TATRPKKMGS |  | QLPKPRMLRE |  | SGHGDAHLQE |
| YAGNFQGIRF |  | HYDRNPGTDA |  | VAQTSLEEFN |  | VLEMEVMRRQ |  | LYAVNRRLRA |
| LEEQGATWRH |  | RETLIIAVLV |  | SASIANLWLW |  | MNQ        |  |            |

A: Аланін

D: Аспарагінова кислота

E: Глутамінова кислота

F: Фенілаланін

G: Гліцин

H: Гістидин

I: Ізолейцин

K: Лізин

L: Лейцин

M: Метіонін

N: Аспарагін

P: Пролін

Q: Глутамін

R: Аргінін

S: Серин

T: Треонін

V: Валін

W: Триптофан

Задіяний у такому біологічному процесі, як апоптоз. 
Локалізований у мембрані, мітохондрії, ендоплазматичному ретикулумі, зовнішній мембрані мітохондрій.